# Onderste Caumer
Onderste Caumer is een buurtschap ten zuidoosten van Heerlen in de gelijknamige gemeente in de Nederlandse provincie Limburg. De buurtschap ligt in het dal van de Caumerbeek.
Aan de oostzijde van de beek ligt de hoeve Schiffelerhof, een vierkantshoeve die haar huidige uiterlijk rond 1800 kreeg. De hoeve was een leengoed van het Aartsbisdom Keulen. Ook de hoeve Corisberg of Caldenborg was Keuls bezit. Deze vierkantshoeve heeft een woonhuis uit de 17e eeuw dat gedeeltelijk is opgetrokken met speklagen. Deze twee hoeven vormden de kern van de latere buurtschap Caumer, die is onderverdeeld in Onderste Caumer en Bovenste Caumer.
Bij Onderste Caumer liggen twee voormalige watermolens, de Caumermolen en de Caumeroliemolen of Onderste Caumermolen. Van de laatste is alleen het woonhuis nog bewaard gebleven. De Caumermolen heeft nog de oude gebouwen, met onder andere een achtergevel in vakwerkstijl.

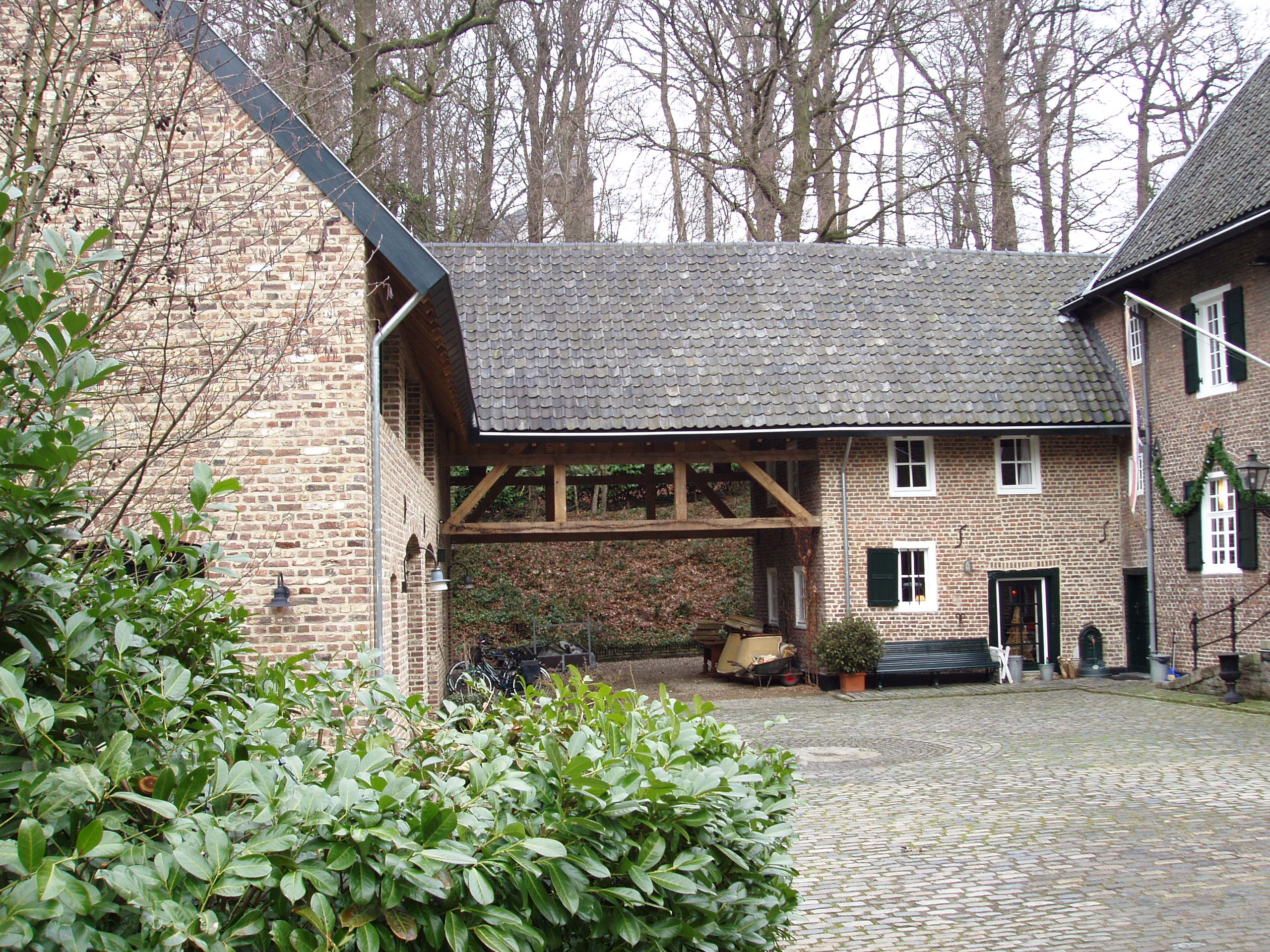
Caumermolen
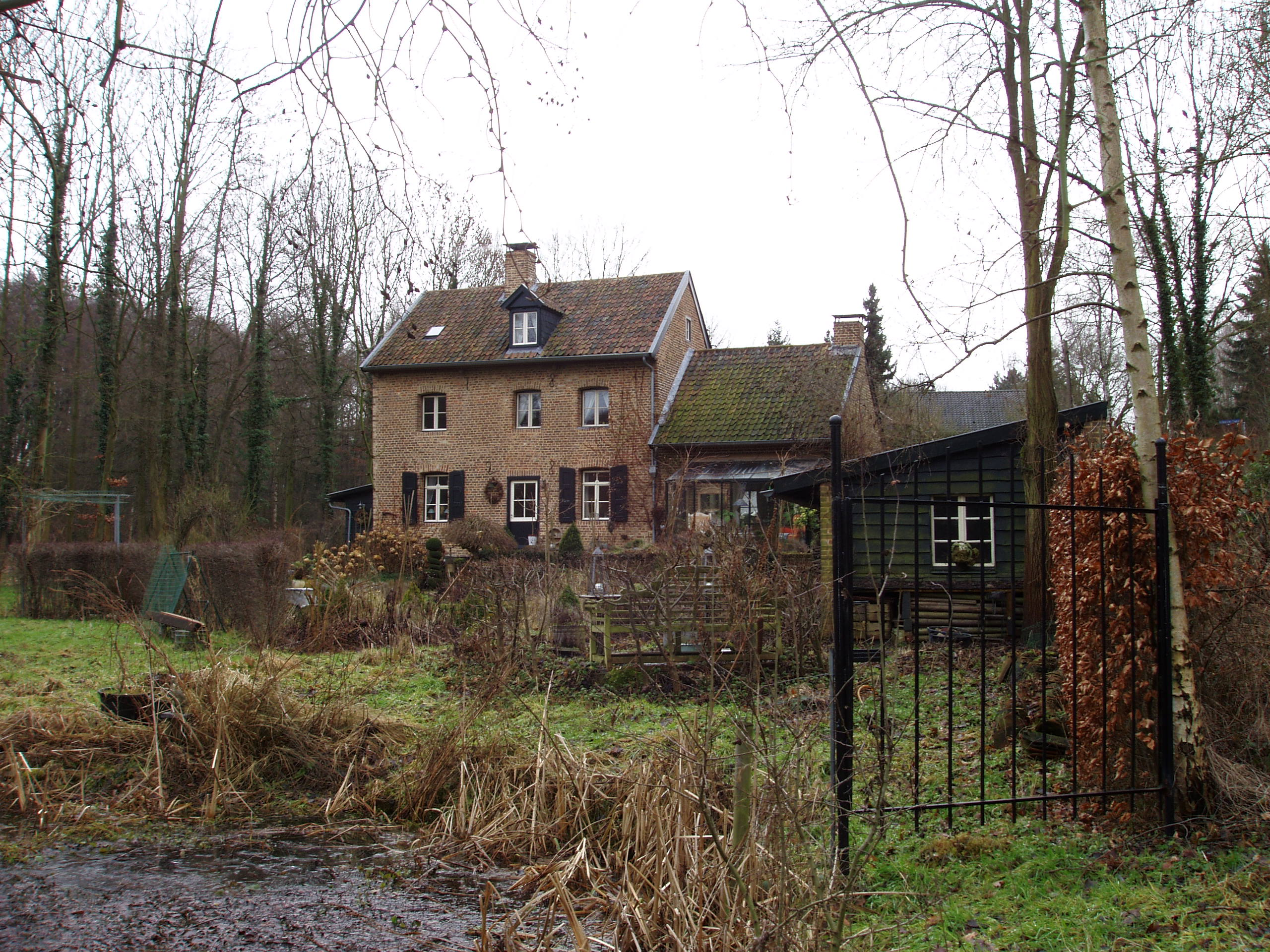
Caumeroliemolen